# Viasat 4
Viasat 4 est une chaîne privée de télévision norvégienne appartenant au groupe privé Modern Times Group. Viasat 4 a commencé ses émissions le 8 septembre 2007, en remplaçant en Norvège la chaîne défunte ZTV qui avait cessé ses programmes le 1er septembre 2007.

## Histoire
Au cours de ses projets de création de chaîne, la MTG envisage de la dénommer TV4, mais à la suite de la plainte de la chaîne de télévision suédoise TV4 AB pour utilisation d'un nom trop similaire, la chaîne est d'abord renommée simplement 4 avant de devenir définitivement Viasat 4.
En Norvège, elle est la chaîne complémentaire de TV3 Norge qui appartient au même groupe de télévision.

## Programmes
Les programmes de la chaîne sont essentiellement composés d'émissions sportives.
En janvier 2009, Viasat 4 obtient 2,7% d'audience en Norvège.
En 2010, pour la Norvège,  Viasat 4 a diffusé 16 matchs de la Coupe du Monde de football depuis l'Afrique du Sud, incluant la "petite finale" pour le titre de bronze avec le match opposant l'Allemagne à l'Uruguay. Viasat avait obtenu les droits de retransmissions de ces matchs de la chaîne publique norvégienne NRK.